# СОРМ
СОРМ (скорочення від рос. Система технических средств для обеспечения функций оперативно-розыскных мероприятий) — комплекс технічних засобів і заходів, призначених для проведення оперативно-розшукових заходів у російських мережах телефонного, рухомого і бездротового зв'язку, радіозв'язку та відстежування інтернет-активності громадян. Всі оператори зв'язку зобов'язані встановлювати обладнання СОРМ власним коштом на користь спецслужб, в тому числі — відповідно до так званого «закону Ярової».
Слід розрізняти поняття «СОРМ-1» (систему прослуховування телефонних переговорів, організовану в Росії в 1996) і «СОРМ-2» (назва запропоновано В. Іоновим — систему протоколювання звернень до Інтернету), розроблену робочою групою представників Держкомзв'язку Росії, ФСБ Росії, ЦНДІ Зв'язку і Головзв'язокнагляду під керівництвом Ю. В. Златкіс і організовану у 2000 році (ПТП, КТКС).